# ستيف أتكينز
ستيف أتكينز (بالإنجليزية: Steve Atkins)‏ هو لاعب كرة قدم أمريكية أمريكي، ولد في 22 يونيو 1956 في مقاطعة سبوتسيلفانيا في الولايات المتحدة.